# Danił Czarny
Danił Czarny (ur. ok. 1360, zm. 1430) – ruski malarz ikon. Wraz z Andriejem Rublowem i innymi ozdobił Uspieńskij Sobór (Sobór Zaśnięcia Matki Bożej) we Włodzimierzu (1408) i Troicki Sobór (Świętej Trójcy) w Siergijew Posadzie (lata 20. XV wieku).
Reżyser Andriej Tarkowski zrealizował film pt. Andriej Rublow. Jednym z bohaterów drugoplanowych jest Danił Czarny.